# Монфор, Антуан-Альфонс
Антуан-Альфонс Монфор (фр. Antoine-Alphonse Montfort; Париж, 1802 — Париж, 1884) — французский художник.
С 1816 года был учеником Верне, с 1820 — сотрудник в ателье Гро, также часто бывал и брал советы у Жерико. В 1827—1828 годах по протекции Верне принял участие в плавании на фрегате «La Victorieuse» по Средиземному морю в качестве корабельного художника, посетил Корсику, Мальту, греческие острова, Константинополь, берега Сирии и Египта. В 1837—1838 годах — вновь участвовал в экспедиции, на этот раз в Сирию, Ливан и Палестину. Во время путешествий по странам Востока он одевался как местный житель и учил арабский язык.
Из своих путешествий Монфор привёз сотни рисунков, которые послужили основой для его картин. С 1835 по 1881 годы выставлялся на Салоне. В Лувре находятся 917 его рисунков, переданных туда в 1917 году племянником Монфора. Также он составил описание своих путешествий, которое хранится в Национальной библиотеке Франции. Картины и тексты Монфора отличает скрупулёзное внимание к этнографическим деталям и сухой стиль изложения, лишённый героического флёра.
Кисти Монфора принадлежит также известная копия картины Верне «Прощание Наполеона с императорской гвардией».

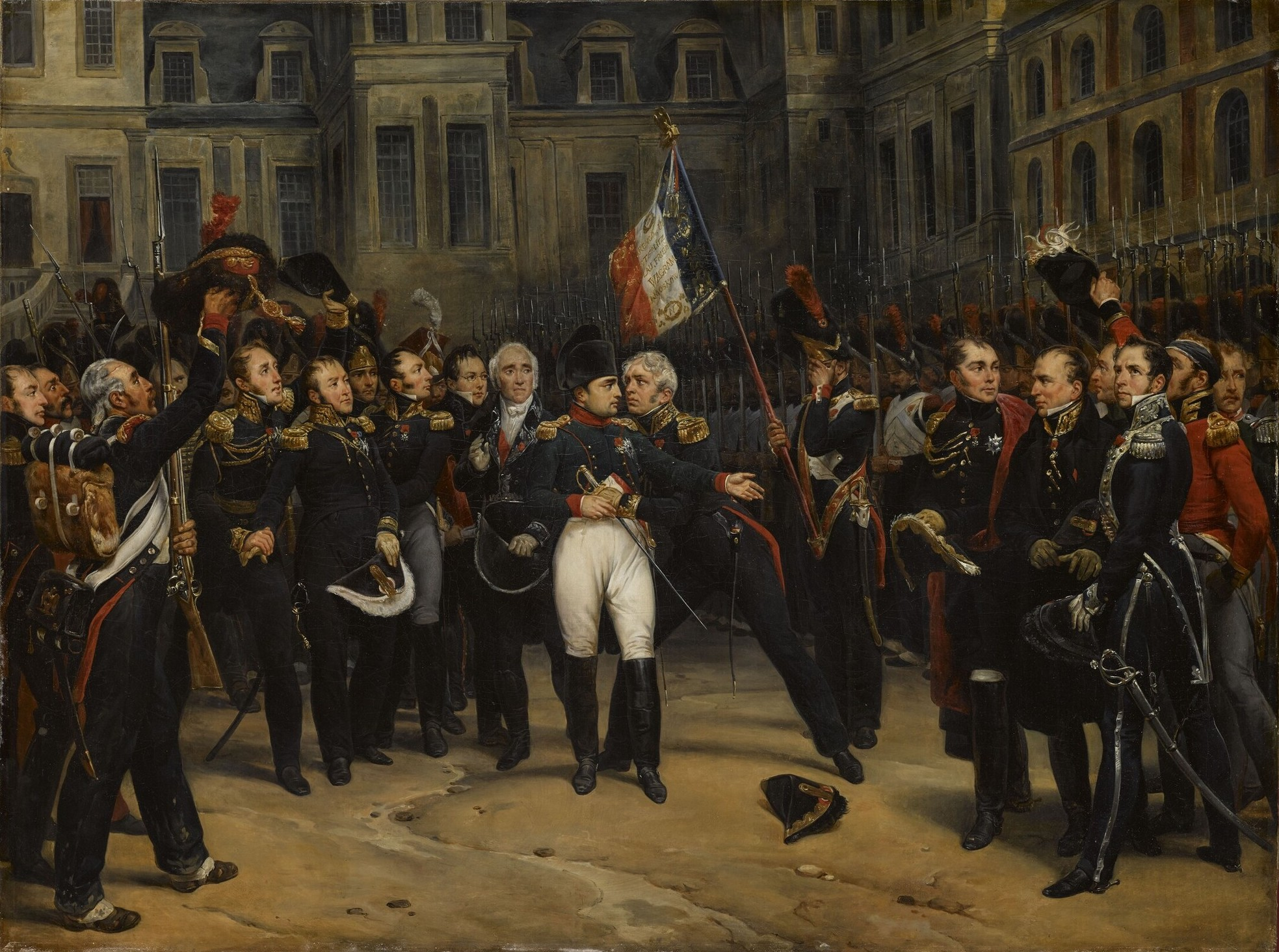
Прощание Наполеона с императорской гвардией
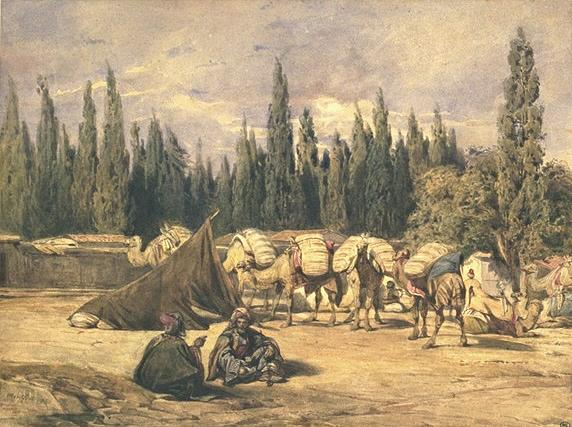
Караван на привале
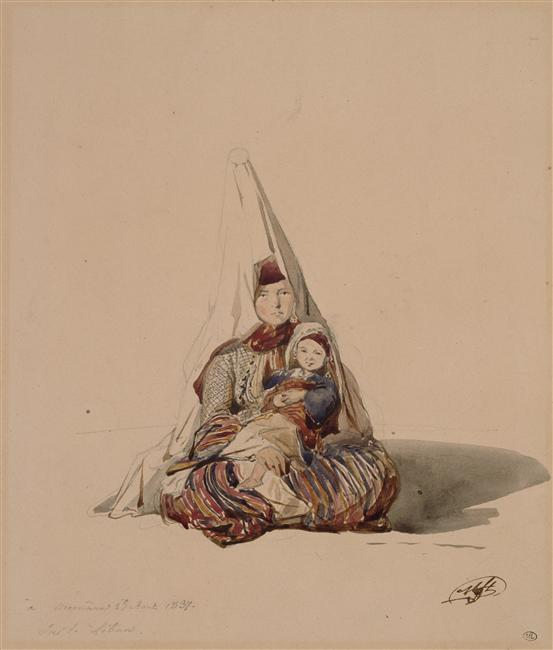
Ливанка с ребёнком
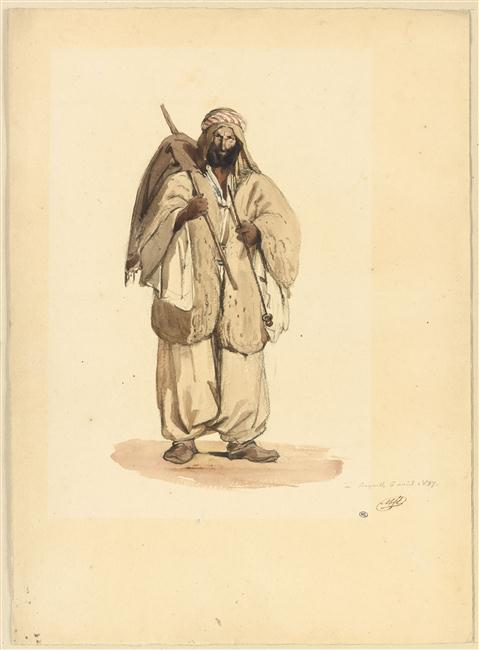
Бедуин с ружьём на плече
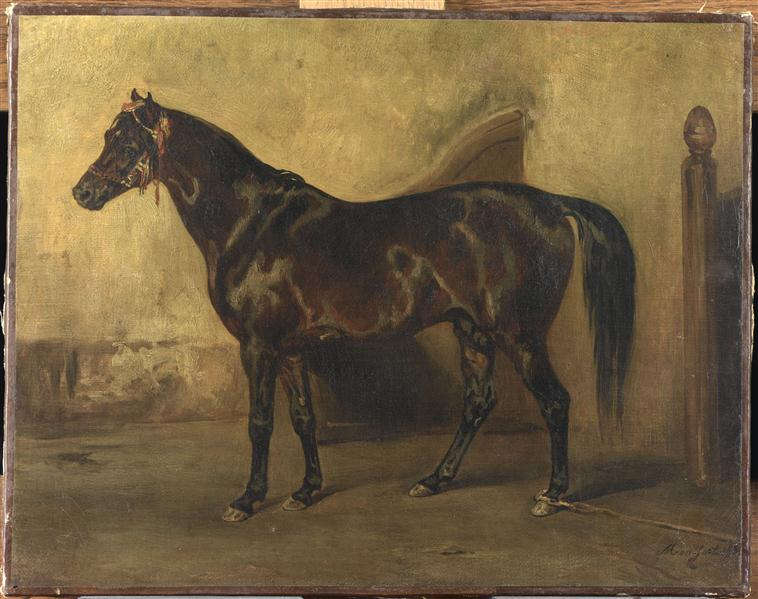
Сирийская лошадь
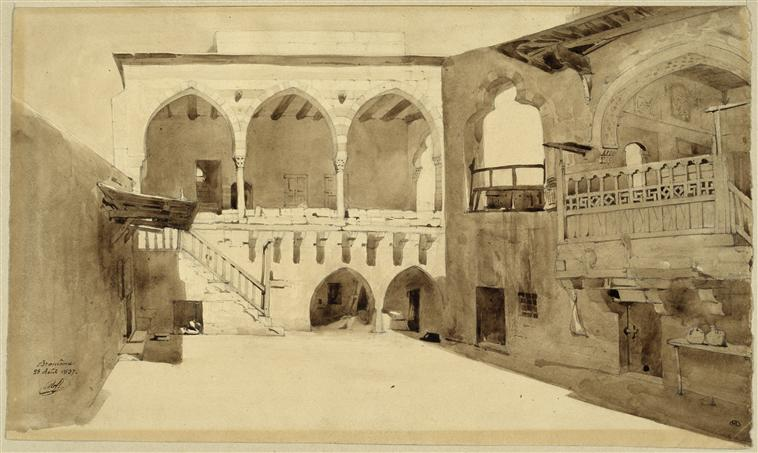
Внутренний двор дома эмира в Бруммане